# Spilogona monacantha
Spilogona monacantha este o specie de muște din genul Spilogona, familia Muscidae. A fost descrisă pentru prima dată de Collin în anul 1930. Conform Catalogue of Life specia Spilogona monacantha nu are subspecii cunoscute.